# Daniel Fernández
Daniel Fernández Jiménez (Sabadell, 28 de março de 2001) é um jogador de handebol espanhol.

## Carreira

### Carreira nos clubes
A partir da temporada 2017/18, Fernández jogou no segundo time do FC Barcelona na segunda liga espanhola. Para a temporada 2020/21, o clube da primeira divisão espanhola Frigoríficos Morrazo o contratou. Para o time de Cangas, o ponta esquerda marcou 130 gols em 34 jogos em sua primeira temporada e foi eleito para o time All-Star da liga. Na temporada 2021/22, ele melhorou sua taxa para 147 gols em 30 partidas e foi novamente eleito o melhor ponta esquerda.
Para a temporada 2022/23, Fernández assinou um contrato de três anos com o clube alemão da Bundesliga TVB Stuttgart, que foi treinado por seu antigo técnico em Barcelona, Roi Sánchez. Ele assinou um contrato com o FC Barcelona em março de 2024 para a temporada 2025/2026.

### Carreira internacional
Fernández estreou pela seleção principal espanhola em 4 de novembro de 2021, na vitória por 33–29 contra a Romênia. Nos Jogos do Mediterrâneo de 2022, ele ganhou a medalha de ouro com a Espanha. Ele participou de um Campeonato Mundial pela primeira vez em janeiro de 2023 na Polônia e na Suécia. Ele ganhou a medalha de bronze com a seleção espanhola no Campeonato Mundial de 2023.
Até janeiro de 2024, ele havia disputado 31 partidas internacionais, nas quais marcou 101 gols.
Nos Jogos Olímpicos de Verão de 2024, em Paris, conquistou a medalha de bronze no torneio masculino do handebol, após vencer confronto contra a equipe eslovena por 23–22 na disputa pelo terceiro lugar.